# Neoclytus podagricus
Neoclytus podagricus là một loài bọ cánh cứng trong họ Cerambycidae.